# Salern
|  | Per a altres significats, vegeu «Salerno». |

|  | No s'ha de confondre amb Salèrn. |

Salern (Salernum, grec Σάλερνον; Salerno en italià) és una ciutat d'Itàlia a la Campània, província de Salern. Té uns 150.000 habitants i el comú té 58 km².

## Fills il·lustres
- Simone Belgiorno, (1888-[...?]), music trombonista.

## Història
Fou una antiga ciutat a la costa nord del golf de Posidònia, modern golf de Salern. El seu origen és desconegut i no se'n sap res d'abans de l'establiment romà.
La colònia romana s'hi va establir el 197 aC. Livi l'esmenta com a Castrum Salerni, la qual cosa indica que ja hi existia una fortalesa. Alguns picentins (suposadament els de les ciutats del Picenum que havien estat al costat d'Hanníbal) s'hi establiren. La ciutat no va adquirir gaire importància i el territori fou conegut com a Ager Picentinus i el poble l'anomenem aquí "picentes".

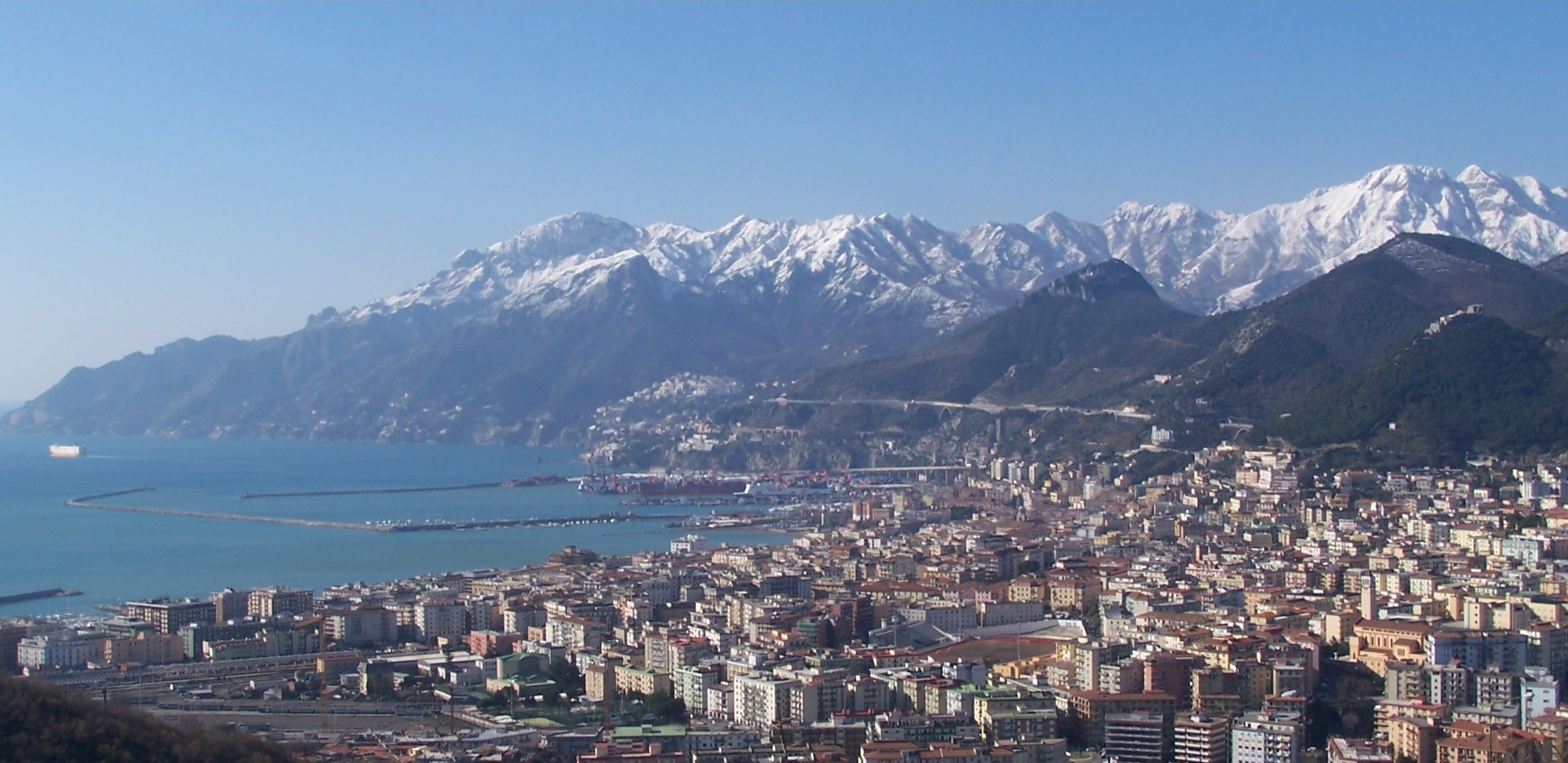
Salerno

A la guerra social fou ocupada pel general samnita C. Papius, però és l'única vegada que el seu nom torna a aparèixer a la història. Tenia un bon clima i Horaci diu que li van recomanar per la seva salut. Va ser municipi sota l'Imperi però va conservar el títol de colònia segons les inscripcions.
Després de la caiguda de l'imperi, passà successivament a mans d'Odoacre, els ostrogots i els romans d'Orient, i conquerida pels longobards va formar part del ducat de Benevent (646). En aquesta època fou seu d'un bisbat.
La guerra civil al ducat de Benevent va portar a la divisió del país i l'establiment del Principat de Salern oficializada el 849. Va existir fins a la conquesta normanda el 1077.
Vegeu: Principat de Salern
El segle x va tenir una famosa escola de medicina (Schola Salernitana).
La ciutat formà part després del 1077 del ducat normand de la Pulla-Calàbria. Posteriorment fou donada en feu als Colonna, Orsini i Sanseverino, i seguí el destí de Nàpols i Dues Sicílies tot passant a Itàlia el 1861.
Els aliats hi van desembarcar el setembre de 1943 i el febrer de 1944 es va instaurar a la ciutat el govern del mariscal Pietro Badoglio.

## Ciutats agermanades
- Tōno, Iwate, Japó (1984)
- Rouen, França (2003)